# María Benita de los Dolores Palafox y Portocarrero
María Benita de los Dolores Palafox y Portocarrero, död 1864, var en spansk hovfunktionär. 
Hon var hovdam (Camarera mayor de Palacio) och kunglig guvernant till Spaniens drottning Isabella II av Spanien och hennes syster Luisa 1841-1842. Hennes utnämning var kontroversiell på grund av hennes liberala idéer. 